# Calliphora vomitoria

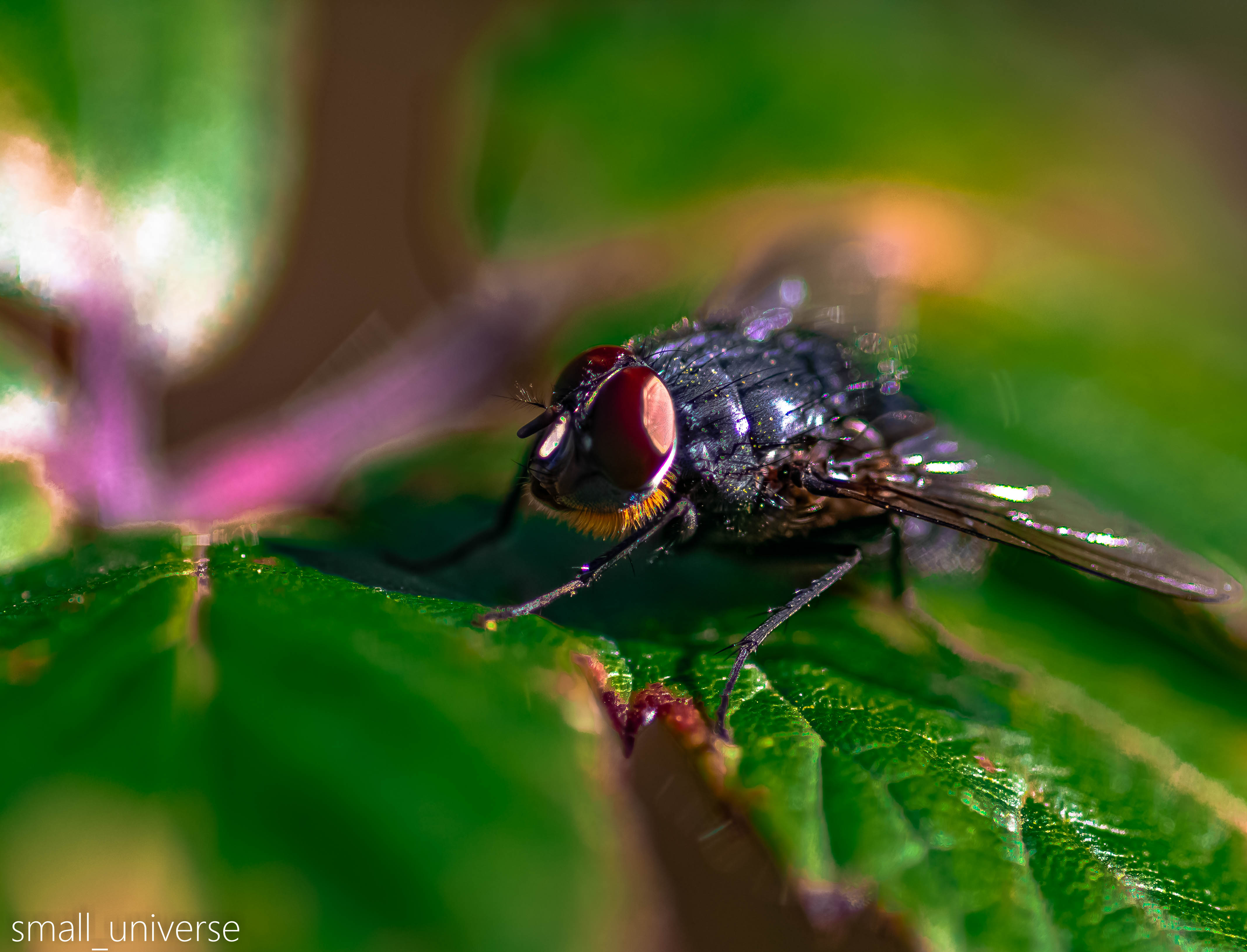
Calliphora vomitora

Calliphora vomitoria, conhecida comumente como varejeira-azul, é uma mosca encontrada na maioria das regiões do planeta, sendo a espécie-tipo do gênero Calliphora.